# Abiar
Abiar es el nombre que recibe una antigua alquería árabe que está integrada actualmente dentro del término municipal de Benitachell, en la comarca de la Marina Alta, provincia de Alicante.